# Alpine Elf Europa Cup 2019
Navigation
2018 2020
L'Alpine Elf Europa Cup 2019 est la deuxième saison de l'Alpine Elf Europa Cup, la série de courses de voitures de sport à une marque organisée par Alpine pour les voitures Alpine A110 Cup. Elle a débuté le 22 avril sur le circuit Paul Armagnac  et s'est terminée le 13 octobre au  Paul Ricard, après six meetings composés de deux courses chacune. Pour cette deuxième édition, c'est  Gaël Castelli qui remporte le titre.

## Pilotes et écuries
| Ecuries                    | No. | Pilotes             | Statut | Manches  |
| -------------------------- | --- | ------------------- | ------ | -------- |
| CMR                        | 2   | Yann Zimmer         |        | Toutes   |
| CMR                        | 15  | Gaël Castelli       |        | Toutes   |
| CMR                        | 30  | Gosia Rdest         |        | 6        |
| CMR                        | 64  | Mike Parisy         |        | Toutes   |
| Milan Competition          | 3   | Denis Gibaud        | G      | 1, 6     |
| Milan Competition          | 6   | Antoine Miquel      | J      | 1–3      |
| Milan Competition          | 6   | Stéphane Auriacombe | G      | 4        |
| Milan Competition          | 8   | Nicolas Milan       |        | 1–5      |
| Milan Competition          | 9   | Phillippe Bourgois  | G      | 1, 3–6   |
| Milan Competition          | 21  | Marc Guillot        |        | Toutes   |
| Milan Competition          | 29  | Mateo Herrero       | J      | Toutes   |
| Milan Competition          | 77  | Rodolphe Wallgren   | G      | 1, 5–6   |
| Racing Technology          | 4   | Mathieu Blaise      | G      | Toutes   |
| Racing Technology          | 5   | Stéphane Proux      | G      | Toutes   |
| Racing Technology          | 7   | Franc Rouxel        | G      | Toutes   |
| Racing Technology          | 11  | Vincent Beltoise    |        | Toutes   |
| Racing Technology          | 110 | Julien Fébreau      | G      | 1        |
| Racing Technology          | 110 | Abbie Eaton         | G      | 2        |
| Racing Technology          | 110 | Amaud Tsamere       | G      | 3        |
| Racing Technology          | 110 | Matt Prior          | G      | 4        |
| Racing Technology          | 110 | Jaime Hernandez     | G      | 5        |
| Racing Technology          | 110 | Loic Depailler      | G      | 6        |
| Autosport GP               | 14  | Marc Sevestre       | G      | 1–4, 6   |
| Autosport GP               | 17  | Jean-Baptiste Mela  | J      | Toutes   |
| Autosport GP               | 18  | Pierre Macchi       | G      | 2–3, 5–6 |
| Autosport GP               | 33  | Alexandre Gadois    | J      | 3, 6     |
| Autosport GP               | 38  | Luc Ceret           | G      | 1, 3     |
| Autosport GP               | 38  | Yves Lemaître       | G      | 1, 5–6   |
| Autosport GP               | 74  | Julien Neveu        |        | 1–4      |
| Mirage Racing              | 34  | Axel Van Straaten   | G      | 6        |
| Mirage Racing              | 73  | Didier Van Straaten | G      | 6        |
| Mirage Racing              | 73  | Patrick Lauber      | G      | 6        |
| Autosport GP-Patrick Roger | 69  | Laurent Hurgon      |        | Toutes   |

| Icones | Catégorie |
| ------ | --------- |
| G      | Gentlemen |
| J      | Junior    |
| G      | Invité    |

## Calendrier et résultats
- Le calendrier 2019 a été publié lors de la cérémonie de remise des prix de fin de saison pour la saison 2018[2]. Une nouvelle manche à Nogaro a été annoncée pour lancer la saison, tandis que l'ancienne manche d'ouverture au Castellet a été déplacée pour devenir la finale de la saison. La manche du Nürburgring a également été abandonnée au profit du Hockenheimring et la manche de Dijon-Prenois a été retirée du calendrier. Tous les week-ends sont encore consacrés à l'International GT Open ou au Championnat GT FFSA.

| Manche | Manche | Circuit                           | Date         | Pole Position                     | Race Winner              | Junior Winner            | Gentlemen Winner          |
| ------ | ------ | --------------------------------- | ------------ | --------------------------------- | ------------------------ | ------------------------ | ------------------------- |
| 1      | C1     | Circuit Paul Armagnac, Nogaro     | 22 Avril     | No. 29 Milan Competition          | No. 29 Milan Competition | No. 29 Milan Competition | No. 110 Racing Technology |
| 1      | C1     | Circuit Paul Armagnac, Nogaro     | 22 Avril     | Mateo Herrero                     | Mateo Herrero            | Mateo Herrero            | Julien Febreau            |
| 1      | C2     | Circuit Paul Armagnac, Nogaro     | 23 Avril     | No. 64 CMR                        | No. 64 CMR               | No. 29 Milan Competition | No. 77 Milan Competition  |
| 1      | C2     | Circuit Paul Armagnac, Nogaro     | 23 Avril     | Mike Parisy                       | Mike Parisy              | Mateo Herrero            | Rodolphe Wallgren         |
| 2      | C1     | Hockenheimring                    | 25 Mai       | No. 17 Autosport GP               | No. 17 Autosport GP      | No. 17 Autosport GP      | No. 4 Racing Technology   |
| 2      | C1     | Hockenheimring                    | 25 Mai       | Jean-Baptiste Mela                | Jean-Baptiste Mela       | Jean-Baptiste Mela       | Mathieu Blaise            |
| 2      | C2     | Hockenheimring                    | 26 Mai       | No. 17 Autosport GP               | No. 29 Milan Competition | No. 29 Milan Competition | No. 4 Racing Technology   |
| 2      | C2     | Hockenheimring                    | 26 Mai       | Jean-Baptiste Mela                | Mateo Herrero            | Mateo Herrero            | Mathieu Blaise            |
| 3      | C1     | Circuit de Spa-Francorchamps      | 8 Juin       | No. 15 CMR                        | No. 15 CMR               | No. 17 Autosport GP      | No. 4 Racing Technology   |
| 3      | C1     | Circuit de Spa-Francorchamps      | 8 Juin       | Gaël Castelli                     | Gaël Castelli            | Jean-Baptiste Mela       | Mathieu Blaise            |
| 3      | C2     | Circuit de Spa-Francorchamps      | 9 Juin       | No. 15 CMR                        | No. 21 Milan Competition | No. 17 Autosport GP      | No. 9 Milan Competition   |
| 3      | C2     | Circuit de Spa-Francorchamps      | 9 Juin       | Gaël Castelli                     | Marc Guillot             | Jean-Baptiste Mela       | Phillippe Bourgois        |
| 4      | C1     | Silverstone Circuit               | 7 Septembre  | No. 15 CMR                        | No. 15 CMR               | No. 17 Autosport GP      | No. 4 Racing Technology   |
| 4      | C1     | Silverstone Circuit               | 7 Septembre  | Gaël Castelli                     | Gaël Castelli            | Jean-Baptiste Mela       | Mathieu Blaise            |
| 4      | C2     | Silverstone Circuit               | 8 Septemb    | No. 74 Autosport GP               | No. 15 CMR               | No. 17 Autosport GP      | No. 6 Milan Competition   |
| 4      | C2     | Silverstone Circuit               | 8 Septemb    | Julien Neveu                      | Gaël Castelli            | Jean-Baptiste Mela       | Stéphane Auriacombe       |
| 5      | C1     | Circuit de Barcelona-Catalunya    | 21 Septembre | No. 69 Autosport GP-Patrick Roger | No. 15 CMR               | No. 29 Milan Competition | No. 77 Milan Competition  |
| 5      | C1     | Circuit de Barcelona-Catalunya    | 21 Septembre | Laurent Hurgon                    | Gaël Castelli            | Mateo Herrero            | Rodolphe Wallgren         |
| 5      | C2     | Circuit de Barcelona-Catalunya    | 22 Septembre | No. 29 Milan Competition          | No. 29 Milan Competition | No. 29 Milan Competition | No. 77 Milan Competition  |
| 5      | C2     | Circuit de Barcelona-Catalunya    | 22 Septembre | Mateo Herrero                     | Mateo Herrero            | Mateo Herrero            | Rodolphe Wallgren         |
| 6      | C1     | Circuit Paul Ricard, Le Castellet | 11 Octobre   | No. 21 Milan Competition          | No. 11 Racing Technology | No. 29 Milan Competition | No. 77 Milan Competition  |
| 6      | C1     | Circuit Paul Ricard, Le Castellet | 11 Octobre   | Marc Guillot                      | Vincent Beltoise         | Mateo Herrero            | Rodolphe Wallgren         |
| 6      | C2     | Circuit Paul Ricard, Le Castellet | 13 Octobre   | No. 21 Milan Competition          | No. 15 CMR               | No. 17 Autosport GP      | No. 9 Milan Competition   |
| 6      | C2     | Circuit Paul Ricard, Le Castellet | 13 Octobre   | Marc Guillot                      | Gaël Castelli            | Jean-Baptiste Mela       | Phillippe Bourgois        |

## Classement au championnat

### Championnat pilotes
Système de points
Les points sont attribués aux 20 premiers pilotes. Si moins de 75 % de la distance de course est parcourue, la moitié des points est attribuée. Si moins de deux tours sont effectués, aucun point n'est attribué.
| Position | 1er | 2e | 3e | 4e | 5e | 6e | 7e | 8e | 9e | 10e | 11e-20e | PP | MT |
| -------- | --- | -- | -- | -- | -- | -- | -- | -- | -- | --- | ------- | -- | -- |
| Points   | 20  | 15 | 12 | 10 | 8  | 6  | 5  | 4  | 3  | 2   | 1       | 1  | 1  |

| Pos.                            | Pilotes             | NOG  | NOG  | HOC  | HOC  | SPA  | SPA  | SIL  | SIL  | CAT  | CAT  | LEC  | LEC  | Pts. |
| ------------------------------- | ------------------- | ---- | ---- | ---- | ---- | ---- | ---- | ---- | ---- | ---- | ---- | ---- | ---- | ---- |
| 1                               | Gaël Castelli       | 2    | 5    | 2    | 12   | 1    | 2    | 1    | 1    | 1    | 2    | 2    | 1    | 192  |
| 2                               | Marc Guillot        | 4    | 4    | 3    | 2    | 2    | 1    | 6    | 6    | Abd. | 5    | Abd. | 2    | 121  |
| 3                               | Mateo Herrero       | 1    | 6    | Abd. | 1    | 6    | 5    | 7    | Abd. | 2    | 1    | 3    | Abd. | 115  |
| 4                               | Jean-Baptiste Mela  | Abd. | 9    | 1    | 8    | 3    | 4    | 2    | 5    | 3    | 9    | 4    | 4    | 114  |
| 5                               | Vincent Beltoise    | 9    | 2    | Abd. | 4    | 11   | 7    | 5    | 7    | 4    | 3    | 1    | 3    | 104  |
| 6                               | Laurent Hurgon      | 3    | Abd. | 8    | 3    | 5    | 9    | 3    | 3    | Abd. | 4    | 7    | Abd. | 68   |
| 7                               | Yann Zimmer         | 6    | 3    | 4    | Abd. | Abd. | 18   | 4    | 4    |      |      | 5    | 10   | 60   |
| 8                               | Mike Parisy         | 8    | 1    | 6    | Abd. | 4    | 3    | Abd. | 11   |      |      |      |      | 54   |
| 9                               | Mathieu Blaise      | 11   | 13   | 11   | 6    | 12   | 12   | 8    | 10   | 7    | 8    | 8    | 8    | 41   |
| 10                              | Nicolas Milan       | 5    | Abd. | 5    | Abd. | 10   | 8    | DNS  | 8    | 5    | 6    |      |      | 40   |
| 11                              | Julien Neveu        | Abd. | 7    | 10   | DNS  | 7    | 10   | 13   | 2    |      |      |      |      | 32   |
| 12                              | Marc Sevestre       | 12   | 14   | 12   | 7    | 14   | 13   | 9    | 12   |      |      | 20   | 9    | 22   |
| 13                              | Alexandre Gadois    |      |      |      |      | 8    | 6    |      |      |      |      | 10   | 5    | 21   |
| 14                              | Rodolphe Wallgren   | Abd. | 10   |      |      |      |      |      |      | 6    | 7    | 6    | 11   | 21   |
| 15                              | Antoine Miquel      | 7    | 8    | 7    | Abd. | 9    | 17   |      |      |      |      |      |      | 18   |
| 16                              | Phillippe Bourgois  | Abd. | 12   |      |      | 15   | 11   | 11   | Abd. | 8    | 10   | 13   | 7    | 17   |
| 17                              | Franc Rouxel        | Abd. | 16   | Abd. | 9    | 16   | 15   | 14   | DNS  | Abd. | 14   | 16   | 17   | 13   |
| 18                              | Stéphane Proux      | Abd. | Abd. | 14   | 11   | 19   | DNS  | 15   | 14   | 11   | 13   | 17   | 15   | 12   |
| 19                              | Pierre Macchi       |      |      | 13   | 10   | 18   | 14   |      |      | 12   | Abd. | 15   | 12   | 10   |
| 20                              | Yves Lemaître       |      | 17   |      |      |      |      |      |      | 10   | 11   | 14   | 13   | 8    |
| 21                              | Stéphane Auriacombe |      |      |      |      |      |      | 10   | 9    |      |      |      |      | 5    |
| 22                              | Denis Gibaud        | 13   | 15   |      |      |      |      |      |      |      |      | 12   | 14   | 5    |
| 23                              | Luc Ceret           | 15   |      |      |      | 17   | 16   |      |      |      |      |      |      | 2    |
| Pilotes inéligibles pour scorer |                     |      |      |      |      |      |      |      |      |      |      |      |      |      |
|                                 | Julien Febreau      | 10   | 11   |      |      |      |      |      |      |      |      |      |      |      |
|                                 | Abbie Eaton         |      |      | 9    | 5    |      |      |      |      |      |      |      |      |      |
|                                 | Amaud Tsamere       |      |      |      |      | 13   | Abd. |      |      |      |      |      |      |      |
|                                 | Matt Prior          |      |      |      |      |      |      | 12   | 13   |      |      |      |      |      |
|                                 | Jaime Hernandez     |      |      |      |      |      |      |      |      | 9    | 12   |      |      |      |
|                                 | Gosia Rdest         |      |      |      |      |      |      |      |      |      |      | 9    | 6    |      |
|                                 | Loic Depailler      |      |      |      |      |      |      |      |      |      |      | 11   | Abd. |      |
|                                 | Didier Van Straaten |      |      |      |      |      |      |      |      |      |      | 18   |      |      |
|                                 | Axel Van Straaten   |      |      |      |      |      |      |      |      |      |      | 19   | Abd. |      |
|                                 | Patrick Lauber      |      |      |      |      |      |      |      |      |      |      |      | 16   |      |
| Pos.                            | Pilotes             | NOG  | NOG  | HOC  | HOC  | SPA  | SPA  | SIL  | SIL  | CAT  | CAT  | LEC  | LEC  | Pts. |